# Semir Zeki
Semir Zeki (8 novembre 1940) è un docente britannico, professore di neurobiologia allo University College di Londra.
Tra i suoi principali interessi vi sono l'organizzazione del cervello visivo dei primati. Ha pubblicato il suo primo articolo scientifico nel 1967 e da allora ha scritto oltre 150 articoli e tre libri: “A Vision of the Brain" (1993), "Inner Vision: an exploration of art and the brain” (La visione dall'interno. Arte e cervello, 1999), tradotto in 6 lingue, e “La Quête de l'essentiel” (La ricerca dell'essenziale, 1995), del quale è coautore insieme al defunto pittore francese Balthus.
Nel 1994, ha iniziato lo studio delle basi neurali della creatività e dell'apprezzamento estetico dell'arte. Nel 2001, ha fondato l'Istituto di Neuroestetica, con base a Berkeley, in California.

## Influenze formative
Semir Zeki è entrato in contatto con lo studio del cervello tra i banchi di scuola, quando studiava con John Zachary Young. Ha giurato che avrebbe lavorato con lui, e ciò è avvenuto allo University College di Londra. Ha iniziato a studiare antropologia, per poi dedicarsi alla medicina e conseguire il dottorato in anatomia.
Zeki ha successivamente lavorato come post-doc all'Università di Madison-Wisconsin e al St. Elizabeths Hospital di Washington, prima di tornare allo University College di Londra con un progetto finanziato dalla Royal Society.

## Il periodo dello University College di Londra
Dal 1970, Zeki insegna presso l'University College, dove nel 1980 viene nominato professore di Neurobiologia. Nella stessa università è stato vice-direttore del Dipartimento Wellcome di neuroscienze Cognitive dal 1994 al 2001.
Zeki ha condotto studi di anatomia e fisiologia sul cervello visivo dei primati. Dal 1987 ha utilizzato la tomografia ad emissione di positroni (PET) e la risonanza magnetica funzionale per immagini (fMRI) per studiare il cervello visivo animale, tenendo conferenze su questo argomento in tutto il mondo.
La sua ricerca, focalizzata sulla visione, si è sviluppata a partire dagli studi di neuroanatomia per integrarsi progressivamente nell'approccio psicocognitivo. Si è così interessato alla definizione delle funzioni fondamentali del cervello visuale, occupandosi in particolare sia delle conoscenze che il cervello acquisisce sia di come queste conoscenze vengano gestite da esso, in relazione ai collegamenti anatomici ed ai meccanismi fisiologici. Il successo del suo lavoro è testimoniato dai numerosi premi internazionali, e dalle Special Lectures tenute a partire dagli anni ottanta negli ambienti più avanzati della ricerca fisiologica e biomedica. È stato insignito di numerosi premi, tra i quali l'International Prize in Biologia.
Zeki ha individuato l'area del movimento V5 o MT ed è un ardente difensore della teoria della specializzazione funzionale che suppone zone del cervello topograficamente distinte a seconda dei diversi attributi della scena visiva (Zeki 1978). Ha inoltre scoperto, in un'area del sistema visivo delle scimmie, V1, dedicata alla raccolta iniziale dell'informazione, che un neurone specializzato a reagire allo stimolo proveniente da una superficie di un colore (esempio, rosso) reagisce allo stimolo proveniente anche da superfici di altro colore, a condizione che siano illuminate da luce rossa riflessa in quantità sufficiente a stimolarlo. Neuroni appartenenti all'area V4, dedicati alla costruzione mentale del colore,  invece, reagiscono solo al colore effettivo della superficie. Ha utilizzato tecniche d'immagine per identificare la localizzazione di una regione del cervello umano che mostra proprietà di risposta influenzate dai colori ed ha studiato i termini di correlazione neurale di stati mentali soggettivi, come l'amore e le esperienze estetiche.
Ha misurato i tempi relativi nella percezione visiva mostrando come la percezione del colore avviene prima di quella della forma e questa prima del movimento con un intervallo di 60-80 millisecondi tra la percezione del colore e quella del movimento (Moutoussis e Zeki 1997).
Ha inoltre tenuto conferenza specifiche sulle relazioni tra arte e cervello presso numerose istituzioni tra le quali la Tate Gallery di Londra, il Museo d'Orsay di Parigi, la Gemäldegalerie di Berlino, il Getty Museum di Los Angeles, l'Akademie der Bildenden Kunst di Vienna e la Mondriaanhuis di Amersfoort nei Paesi Bassi. Nel 2003 ha curato la mostra Colore e cervello a Locarno in concomitanza con la mostra retrospettiva delle opere del pittore italiano Piero Dorazio.
È stato amministratore del Fight for Sight di Londra e della Minerva Foundation presso Berkeley. È stato membro del Consiglio della Società nazionale di Francia dal 1998 al 2002 ed è membro del comitato scientifico dello Scripps Research Institute. È stato editor degli atti filosofici della Royal Society per le Scienze Biologiche e ha lavorato nei comitati editoriali di numerose riviste specializzate in neurobiologia. È membro della Royal Society, membro straniero della Società Americana di filosofia, membro della Accademia delle Scienze mediche di Londra, dell'Accademia d'Europa e dell'Accademia europea delle Scienze e delle Arti.

## Conseguimenti scientifici
Tra i successi scientifici di Semir Zeki troviamo:
- La scoperta delle principali aree visive del cervello e della loro specializzazione funzionale per diversi attributi visivi quali il colore e il movimento.
- La scoperta nel 1972, delle cellule di codifica dei colori ovvero neuroni nell'area del cervello visivo V4 delle scimmie che rispondono ai colori delle superfici osservate e per i quali sono specializzati e non alla lunghezza d'onda della luce riflessa, mentre le cellule dell'area V1, che procede alla raccolta iniziale dell'informazione, rispondono a stimoli provenienti da superfici di un determinato colore o anche da superfici di colore differente da quello per cui sono specializzate, a condizione che siano illuminate da una luce del colore di specializzazione e che si rifletta in quantità sufficiente ad attivare lo stimolo. Si è trattato del primo studio che ha collegato la percezione del colore alla fisiologia di una singola cellula del cervello.
- La dimostrazione che i siti dei processi nel cervello visuale sono anche siti percettivi.
- La dimostrazione che vediamo attributi differenti degli input visivi in momenti differenti.
- La mappatura delle attività del cervello nel tempo e la dimostrazione che differenti aree visive hanno differenti corsi di tempo nelle attività.
- Lo studio delle correlazioni neurali di stati mentali soggettivi, quali l'amore e la bellezza.

## Riconoscimenti
Tra i premi che gli sono stati attribuiti ci sono:
- il Premio della Fondazione Minerva
- il Premio LVMH Scienza per l'Arte
- il Premio Rank per l'opto-elettronica
- il Premio Electronic Imaging
- il Premio Koetser
- il Premio internazionale Re Faisal in Biologia.

## Opere
- Inner Vision. An Exploration of Art and the Brain,1999. (Trad. it. a cura di Paolo Pagli e Giovanna De Vivo, La visione dall'interno. Arte e cervello. 2003. Torino, Bollati Boringhieri, 2003 ISBN 88-339-1471-2 )

Bibliografia in completamento 
- Con gli occhi del cervello - 2008 - Di Renzo Editore
- Splendori e miserie del cervello. L'amore, la creatività e la ricerca della felicità - 2010 - Codice Edizioni
- La bella e la bestia: arte e neuroscienze - (in collaborazione con Ludovica Meyer) - 2011 - Laterza